# Mitjurinsk

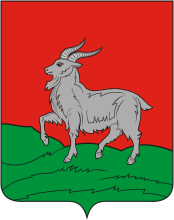
Stadens vapen.

Mitjurinsk (ryska Мичу́ринск) är den näst största staden i Tambov oblast i Ryssland. Staden hade 95 864 invånare i början av 2015.
Staden hette tidigare Kozlov, men döptes om till Mitjurinsk 1932 för att hedra forskaren Ivan Mitjurin.

## Vänorter
- Munster, Tyskland